# 1279
Cette page concerne l'année 1279  du calendrier julien. Pour l'année 1279 av. J.-C., voir 1279 av. J.-C.
L'année 1279 est une année commune qui commence un dimanche.

## Événements
- 3 avril : la dernière flotte chinoise qui avait transporté dans un refuge le reste de l’armée Song est détruite au sud-ouest de Canton[1]. Kubilai Khan élimine le dernier Song. La  dynastie Yuan contrôle toute la Chine. Kubilai conserve les institutions et tente de rallier les fonctionnaires chinois. La Chine entre dans une période de paix et de tolérance religieuse. En quelques décennies, l’aristocratie mongole établie en Chine assimile la civilisation chinoise.
- Août-novembre : règne de Salamish, sultan mamelouk d’Égypte. Al-Mansur Qala'ûn est nommé atabeg et concentre entre ses mains tous les pouvoirs. Il écarte Salamish en novembre[2].
- 27 novembre : début du règne d'al-Mansur Qala'ûn, sultan mamelouk d’Égypte[2] (fin en 1290). Il s'allie avec l'empire byzantin en 1281.

- Début du règne de Rama Kamheng (jusqu'en 1318). Extension du Royaume de Sukhothaï en Thaïlande[3].
- Un raid mongol est repoussé en Inde par le sultan de Delhi Balbân[4].
- Mort du ministre des finances de Kubilai Khan, le musulman de Boukhara Seyid Edjell, remplacé par Ahmed Benâketï. Il pratique une politique d’inflation qui affaiblit le tch’ao, la monnaie de papier. Cette politique contribue à ruiner les paysans chinois qui connaissent la famine, alors que la classe dirigeante mongole accumule les richesses[1].
- Édit de Kubilai Khan interdisant la propagande musulmane en Chine[1].

### Europe
- 25 janvier : le franciscain John Peckham est nommé archevêque de Cantorbéry. Il est consacré à Rome le 19 février[5] (fin en 1292).
- 16 février : début du règne de Denis Ier, roi de Portugal (jusqu'en 1325)[6].
- 20 février : Samuel Aben Menasse obtient du roi Pierre III d'Aragon le premier titre de traducteur-rédacteur du royaume[7]. Il traduit des livres de l’arabe au catalan et vice-versa.
- Février : paix conclue à Florence entre les Guelfes et Gibelins. Les derniers reviennent après 12 ans d'exil et leurs biens sont restitués[8].
- 14 avril : Przemysl II devient duc de Grande-Pologne (fin en 1296). Issu de la famille des Piast, il combat le roi de Bohême Vaclav II qui a établi son autorité sur la majorité des duchés de Silésie, puis sur le duché de Cracovie. Przemysl II réunifie son duché autour de Gniezno et conquiert la Poméranie orientale de Gdańsk.
- 23 mai : traité d'Amiens. Philippe le Hardi rend l'Agenais à Édouard Ier d'Angleterre[9].
- 23 juin et 10 août :  à la demande du légat du pape Philippe de Fermo, le roi Ladislas IV de Hongrie promulgue les chartes dites lois Coumanes[10]. Les Coumans doivent se convertir, se sédentariser et adopter le mode de vie des chrétiens[11].
- 17 juillet, Bulgarie : Bataille de Devina. Les troupes byzantines soutenant Jean Asen III sont battues au passage de Kotlenski près de Tarnovo par Ivaïlo[12].
- 18 septembre : Eberhart Ier devient comte de Wurtemberg (fin en 1325).
- 7 décembre : mort de Boleslas V le Pudique[13]. Lech II le Noir est élu duc de Cracovie (jusqu'en 1288).